# Medaillon van Zwadderich
Het Medaillon van Zwadderich is een voorwerp uit de Harry Potter-boeken van de Britse schrijfster J.K. Rowling. Het medaillon was het eigendom van Zalazar Zwadderich, een van de vier oprichters van Zweinstein.
Het medaillon is lange tijd in de familie geweest tot Merope Mergel, de moeder van Heer Voldemort, het voor tien galjoenen verkocht aan Odius & Oorlof. Het werd later door Voldemort gestolen van Orchidea Smid, hij ziet het als zijn rechtmatige eigendom omdat hij de erfgenaam van Zwadderich is. Het medaillon is een Gruzielement geworden van Voldemort en werd verborgen in een grot aan de kust.
Het medaillon werd door Regulus Zwarts uit de grot gestolen, met behulp van zijn huiself Knijster. De huiself wist met het medaillon te ontkomen. Na de dood van Sirius Zwarts in 1995, wordt het medaillon door Levenius Lorrebos ontvreemd uit het huis van de Zwartsen. Het komt in het bezit van Dorothea Omber, secretaris-generaal van de Minister van Toverkunst van wie het in 1997 door Harry Potter wordt gestolen. Harry is van plan het Gruzielement te vernietigen. Dit wordt uiteindelijk gedaan door diens beste vriend Ron Wemel, met behulp van het Zwaard van Griffoendor.